# Acacia lazaridis
Acacia lazaridis är en ärtväxtart som beskrevs av Leslie Pedley. Acacia lazaridis ingår i släktet akacior, och familjen ärtväxter. Inga underarter finns listade i Catalogue of Life.